# Estación de Colmenar Viejo
Colmenar Viejo es una estación de ferrocarril situada en el municipio español de Colmenar Viejo, en la Comunidad de Madrid. Las instalaciones se encuentran situadas al sur del municipio y forman parte de la línea C-4 de Cercanías Madrid. La estación constituye de facto la terminal de los servicios de viajeros que operan en la línea Madrid-Burgos en su sección inicial. Su tarifa corresponde a la zona «B3» según el Consorcio Regional de Transportes.

## Situación ferroviaria
La estación está ubicada en el punto kilométrico 25,9 de la línea férrea de ancho ibérico Madrid-Burgos, entre las estaciones de Tres Cantos y Manzanares-Soto del Real, situada a 882,56 metros de altitud sobre el nivel del mar. El tramo es de via doble y está electrificado, si bien a partir de esta estación el trazado pasa a ser de vía única sin electrificar.

## Historia
La estación fue construida con la puesta en servicio del llamado ferrocarril directo entre Madrid y Burgos, cuya construcción se alargó varias décadas. Esta línea fue inaugurada en julio de 1968 y las obras corrieron a cargo de RENFE. Sin embargo, en la década de 1990 las instalaciones fueron cerradas al servicio de pasajeros debido al poco tráfico que tenían, dado que la estación se encontraba situada muy lejos del núcleo urbano. 
Entre 2001 y 2004 se duplicó y electrificó la vía entre Tres Cantos y Colmenar Viejo y se restauró el edificio de la estación para volver a tener servicio de viajeros. En el momento de la reapertura, el 25 de julio de 2002, sólo la línea C-7b se llevó hasta la misma, con lo que la frecuencia de salida de trenes es la mitad que en Tres Cantos excepto los fines de semana y festivos, normalmente entre 20 y 30 min, mientras que en Tres Cantos los días laborables se situaría entre 10 y 15 min. Desde enero de 2005, con la extinción de la antigua RENFE, el ente Adif pasó a ser el titular de las instalaciones ferroviarias.
A partir del 9 de julio de 2008 la línea C-7b dejó de prestar servicio para ser sustituida por la C-4, coincidiendo con la apertura del segundo túnel ferroviario entre Atocha-Cercanías y Chamartín.

## La estación
El edificio de viajeros es una vistosa construcción en piedra de dos alturas más buhardillas, algo retirado del casco urbano y situado en un polígono industrial.
Desde enero de 2020 dispone de un parking de 1600 plazas en combinación con abono transporte, lo que en la mayoría de los casos supone no pagar por el uso del estacionamiento.

## Líneas y conexiones

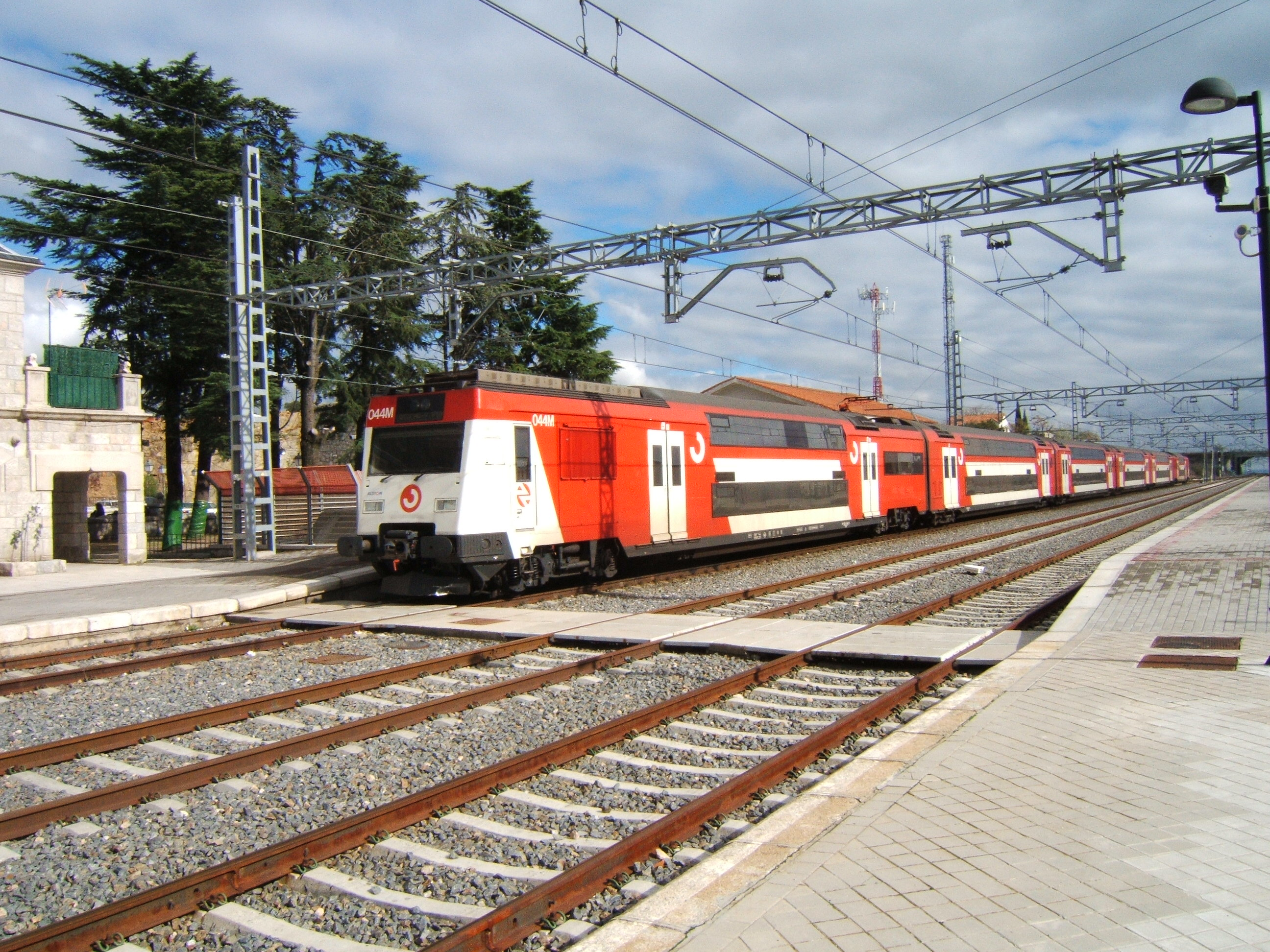
Un tren de Cercanías estacionado en Colmenar Viejo, en 2005.

### Cercanías
| procedencia/destino | < estación | línea | estación >  | destino/procedencia |
| ------------------- | ---------- | ----- | ----------- | ------------------- |
| Terminal            | Terminal   |       | Tres Cantos | Parla               |

### Autobuses
Tienen su cabecera dos líneas que conectan la estación con diferentes zonas del municipio y tres que conectan la estación con otros municipios.
| Diurnos |                                 |                           |          |
| Línea   | Destino                         | Parada                    | Operador |
| 1       | Las Adelfillas                  | 20926 Est. Colmenar Viejo | Interbus |
| 2       | Avenida de los Remedios / FAMET | 20926 Est. Colmenar Viejo | Interbus |

| Diurnos |                                    |                           |          |
| Línea   | Destino                            | Parada                    | Operador |
| 720     | Collado Villalba                   | 18663 Est. Colmenar Viejo | Interbus |
| 727     | San Agustín de Guadalix            | 18663 Est. Colmenar Viejo | Interbus |
| 728     | Soto del Real - Manzanares el Real | 18663 Est. Colmenar Viejo | Interbus |